# Dorcadion parnassi
Dorcadion parnassi là một loài bọ cánh cứng trong họ Cerambycidae.